# Fehérarcú csér
A fehérarcú csér (Sterna repressa) a madarak osztályának lilealakúak (Charadriiformes) rendjébe, ezen belül a csérfélék (Sternidae) családjába tartozó faj.

## Előfordulása
Bahrein, Dzsibuti, Egyiptom, Eritrea, India, Irán, Irak, Izrael, Jordánia, Kenya, Kuvait, a Maldív-szigetek, Omán, Pakisztán, Katar, Szaúd-Arábia, a Seychelle-szigetek, Szomália, a Dél-afrikai Köztársaság, Szudán, Tanzánia, Egyesült Arab Emírségek és Jemen területén honos.